# Jeremy (udde i Antarktis)
Jeremy är en udde i Antarktis. Den ligger i Västantarktis. Argentina, Chile och Storbritannien gör anspråk på området.
Terrängen inåt land är platt söderut, men åt sydost är den kuperad. Havet är nära Jeremy åt nordväst. Trakten är obefolkad. Det finns inga samhällen i närheten.